# Ullin Place
Ullin Thomas Place (24 octobre 1924 – 2 janvier 2000) est un philosophe et psychologue britannique appartenant au courant de pensée analytique. Il est aujourd'hui reconnu pour sa contribution majeure au développement du matérialisme en philosophie de l'esprit.
Place est le frère de la sociologue Dorothy Smith.

## Parcours
Ullin T. Place est né en Angleterre dans le Yorkshire en 1924. Il étudie la philosophie à l'Université d'Oxford où l'influence de Gilbert Ryle, alors professeur honoraire, sera déterminante. C'est en effet auprès de Gilbert Ryle qu'il s'initie à la philosophie de l'esprit et à son approche béhavioriste de la discipline. Promu en 1951 professeur de philosophie et de psychologie à l'Université d'Adélaïde en Australie, il entreprend à partir de 1956 l'élaboration d'une pensée matérialiste de l'esprit. Son collègue John J. C. Smart puis David M. Armstrong, notamment, le rejoindront au tournant des années 1960 pour développer une philosophie matérialiste réductionniste. On parlera alors d'école matérialiste australienne de philosophie pour qualifier ce mouvement de pensée inauguré par Ullin Place.

## Philosophie et conception de l'esprit
Ullin Place est partisan d'une attitude réductionniste et « physicaliste » à l'égard des phénomènes mentaux. Cette attitude consiste chez lui à identifier les états mentaux observables à des comportements ou à des aptitudes (béhaviorisme), et à réduire les états mentaux non observables à des états cérébraux (« théorie de l'identité psychophysique »).

### L'identité psychophysique
Selon Place, la conception béhavioriste de l'esprit permet de comprendre certains aspects de la conscience des individus, comme les désirs, les croyances ou les intentions, en lien avec un certain type de comportement publiquement observable. Ullin Place, à l'instar de Ryle, identifie notamment ces aspects de la conscience dirigés vers l'action à des « aptitudes » ou « tendances » (dispositions) à se comporter d'une certaine manière. Mais cette interprétation de la conscience ne permet pas, selon Place, de rendre compte de notre expérience « intérieure » telle que l'introspection nous la révèle.
Pour justifier le physicalisme contre la conception dualiste selon laquelle les phénomènes mentaux échapperaient à l'analyse scientifique, Place avance alors un argument compatible avec l'idée d'expérience « intérieure ». Cet argument, c'est la thèse de l'identité entre la conscience et les processus cérébraux, thèse formulée pour la première fois dans un article intitulé « Is Consciousness a Brain Process ? » (1956). Pour Place, la conscience phénoménale ou subjective n'est rien d'autre que l'ensemble des états cérébraux qui la constituent. L'identité entre les propriétés subjectives et les propriétés physiques est une identité de composition, comme l'est l'identité entre les concepts « eau » et « H2O ». L'entreprise de réduction de l'esprit aux processus du cerveau amorcée par la psychologie scientifique se voit ainsi justifiée.

### Une hypothèse scientifique
L'argument de l'identité mentale-cérébrale n'est pas un argument de type logique car, selon Place, la conscience et les processus cérébraux ne sont pas liés par un rapport de nécessité logique. Contrairement à son collègue Jack Smart, l'argument de l'identité psychophysique (mentale/cérébrale) est une hypothèse scientifique qui attend les confirmations des neurosciences. En tant qu'hypothèse scientifique, l'identité psychophysique est vérifiable et falsifiable, à mesure que « l'évidence des techniques d'imagerie cérébrale remplace le rapport introspectif du sujet, en vue de déterminer le lieu et la nature de son expérience consciente ». La psychologie introspective devient ainsi une théorie de haut niveau qui peut être réduite en principe à une théorie physico-chimique des états et des processus cérébraux.

### L'illusion phénoménologique
Place décrit l'« illusion phénoménologique » (phenomenological fallacy) consistant à penser que quand un sujet décrit ses expériences au moyen de l'introspection, il décrit vraiment les propriétés des expériences qui l'affectent. Nous croyons connaître directement les propriétés réelles de nos sensations à travers leurs caractéristiques subjectives (« phénoménales »), à partir desquelles les objets et les propriétés physiques de notre environnement sont inférés, alors que c'est au contraire à partir de la connaissance de notre environnement physique que nous pouvons connaître la nature véritable de nos sensations. 
Place associe à sa critique de l'illusion phénoménologique l'idée de « champ phénoménal », dont j'ai toujours l'illusion que c'est le mien, mon champ d'expérience propre. Place considère au contraire que rien ne permet d'individuer la conscience en dehors de l'unité toute relative et impersonnelle du cerveau.

## Œuvres

### Articles de référence
- (en) « Is Consciousness a Brain Process? » (1956), British Journal of Psychology, 47, p. 44–50.
- (en) « Materialism as a Scientific Hypothesis » (1960), Philosophical Review, 69, p. 101–110.
- (en) « Connectionism and the Problem of Consciousness » (1999), Acta Analytica, 22, p. 197–226.

### Œuvre monographique
- (en) Identifying the Mind (2004), New York, Oxford University Press.